# Xinhe (köping i Kina, Jiangsu)
Xinhe (kinesiska: 新河, 新河镇) är en köping i Kina. Den ligger i provinsen Jiangsu, i den östra delen av landet, omkring 250 kilometer norr om provinshuvudstaden Nanjing.
Genomsnittlig årsnederbörd är 1 261 millimeter. Den regnigaste månaden är juli, med i genomsnitt 267 mm nederbörd, och den torraste är januari, med 12 mm nederbörd.